# Oeoniella aphrodite
Oeoniella aphrodite är en orkidéart som först beskrevs av Isaac Bayley Balfour och Spencer Le Marchant Moore, och fick sitt nu gällande namn av Rudolf Schlechter. Oeoniella aphrodite ingår i släktet Oeoniella och familjen orkidéer. Inga underarter finns listade i Catalogue of Life.